# Joel Murray
Joel Murray (Wilmette (Illinois), 17 april 1963) is een Amerikaans acteur. Murray werd vooral bekend als Pete Cavanaugh in de serie Dharma & Greg. Later was hij te zien als Danny 'Fitz' Fitzsimmons in de serie Still Standing.
In zijn vrije tijd geniet hij van schrijven, golfen en het trainen van zijn zonen in basketbal en honkbal. Verder bezit hij met zijn broers (onder wie acteur Bill Murray) een eigen restaurant.
Sinds 1989 is Murray getrouwd met Eliza Coyle; ze hebben vier kinderen.

## Filmografie
- One Crazy Summer (1986) - George Calamari
- Long Gone (Televisiefilm, 1987) - Bart Polanski
- Scrooged (1988) - Cross Christmas Guest
- Elvis Stories (1989) - Shopping Elvis/Paul
- Men Will Be Boys (Televisiefilm, 1990) - Jerry
- Grand Televisieserie - Norris Weldon (19 afl., 1990)
- Shakes the Clown (1991) - Melkman (Niet op aftiteling)
- Pacific Station Televisieserie - Capt. Ken Epstein (Afl. onbekend, 1991)
- Blossom Televisieserie - Doug LeMuere (Afl., House Guests, 1992)
- Only You (1992) - Bert
- Love & War Televisieserie - Ray Litvak (6 afl., 1993)
- Beethoven Televisieserie - Beethoven (Stem, 1994-1995)
- Partners Televisieserie - Ron Wolfe (Afl., Who's Afraid of Ron and Cindy Wolfe?, 1995)
- Encino Woman (Televisiefilm, 1996) - Mr. Jones
- The Cable Guy (1996) - Basketbalspeler
- Mr. & Mrs. Smith Televisieserie - Bob Myers (Afl., The Bob Episode, 1996)
- The Nanny Televisieserie - Val's date (Afl., The Fifth Wheel, 1997)
- The Thin Pink Line (1998) - Barkeeper
- Baby Blues Televisieserie - Carl Bitterman/Verschillende personages (Afl., Rodney Moves In, 2000, stem)
- Buzz Lightyear of Star Command Televisieserie - Professor Triffid (Afl., Little Secrets, 2000, stem|Dirty Work, 2000, stem)
- The Drew Carey Show Televisieserie - Bob (Afl., Mr. Laffoon's Wild Ride, 2001)
- A Baby Blues Christmas Special (Televisiefilm, 2002) - Carl Bitterman (Stem)
- Dharma & Greg Televisieserie - Pete Cavanaugh (119 afl., 1997-2002)
- John Doe Televisieserie - Dante Langenhan (Afl., Mind Games, 2002)
- 3-South Televisieserie - Verschillende rollen (Afl. onbekend, 2002-2003)
- Titletown (Televisiefilm, 2003) - Rol onbekend
- Malcolm in the Middle Televisieserie - Larry (Afl., Hal's Friend, 2003)
- Nobody Knows Anything! (2003) - Overvaller #1
- Joan of Arcadia Televisieserie - Ballonnenkunstenaar/God (Afl., Vanity, Thy Name Is Human, 2004)
- See Anthony Run (2005) - Mr. Randall
- Still Standing Televisieserie - Danny 'Fitz' Fitzsimmons (24 afl., 2003-2006)
- Hatchet (2006) - Shapiro
- Two and a Half Men Televisieserie - Petey (Afl., Mr. McGlue's Feedbag, 2007)
- Mad Men Televisieserie - Fred Rumsen (Afl., Babylon, 2007)
- American Body Shop Televisieserie - Bank Manager (Afl., Shop for Sale, 2007)
- God Bless America (2011) - Frank Murdock
- Monsters University (2013) - Don Carlton (stem)
- Disney Infinity (2013) - Don Carlton (stem)
- The McCarthys (2015) - Ray (Afl. Sister Act, 2015)
- Bloodsucking Bastards (2015) - Ted
- Mike & Molly (2015–2016) - Dr. Jeffries (Afl. Episodes: "Pie Fight" en "Cops on the Rocks", 2015-2016)
- The Leftovers (2015–2017) - George Brevity (Twee afleveringen)
- Sophie and the Rising Sun (2016) - Sheriff Cooper
- Mr. Pig (2016) - Gringo
- Killing Reagan (2016) Edwin Meese (TV Film)
- Shrink (2017) Shrink Rollie (Zeven aflevering)
- The Big Bang Theory (2017) Doug (Afl., The Recollection Dissipation, 2017)
- American Gods (2017) Mr. Paunch (Afl. The Bone Orchard, 2017)

- Biblioteca Nacional de España: XX5454955
- Gemeinsame Normdatei: 1032009365
- International Standard Name Identifier: 0000 0001 0755 4039
- Library of Congress Control Number: no2010185565
- Nationale Bibliotheek van Israël: 987007459914405171
- Système universitaire de documentation: 170375536
- Virtual International Authority File: 160181006
- WorldCat: E39PBJgX88r6r9PTVmyCmPyfMP